# Loi sur le blanchiment d'argent
Lire en ligne

Site officiel

La loi fédérale du 10 octobre 1997 concernant la lutte contre le blanchiment d’argent dans le secteur financier, dite loi sur le blanchiment d’argent (LBA), est une loi fédérale suisse destinée à lutter contre le blanchiment d'argent en demandant aux intermédiaires financiers d'être vigilants quant à la provenance des fonds.

## But
La loi sur le blanchiment d’argent est destinée à interdire l'accès aux établissements financiers aux membres d'organisations mafieuses ou terroristes. Dans le cadre de cette loi, les établissements financiers (banques, gestionnaires de fortune, sociétés d'investissement, etc.) doivent, par exemple, conserver le nom des ayants droit économiques, de tout transfert de valeur, dans l'expectative d'une enquête.

## Évolution
En mars 2021, malgré la recommandation internationale visant à lutter contre la corruption, le parlement a refusé de soumettre les « conseillers et conseillères » (avocats et fiduciaires) à la loi sur le blanchiment, lorsqu'ils créent, gèrent ou administrent des sociétés-écrans ou des trusts,. Actuellement, les conseillers ne sont soumis à la loi que lorsqu'ils ont un pouvoir de décision ou détiennent une procuration pour le compte bancaire d'une structure offshore (car ils sont alors des intermédiaires financiers).